# Шоста сирійська війна
Шоста сирійська війна — останній з низки військових конфліктів між елліністичними царствами Єгипту та Сирії, що відбувся в 169—168 роках до н. е. Лише втручання Римської республіки врятувало Єгипет від втрати державної самостійності.

## Передумови
Після смерті в 180 році до н. е. царя Птолемея V новим володарем став його малолітній син Птолемей VI Філометор. Регентом при ньому стала його мати Клеопатра I, сестра сирійського царя Антіоха IV. Після її смерті у 176 році до н. е. регентами стали Евлей та Леней, котрі підтвердили дружні відносини з Римською республікою. Водночас виникла загроза захоплення трону з боку Птолемея Фіскона.
Задля підвищення свого авторитету регенти висунули претензії сирійському цареві щодо повернення Келесирії. У 170 році до н. е. вони обіцяли швидке і переможне завершення майбутньої війни. Восени того ж року між Птолемеєм VI і Птолемеєм Фісконом було досягнуто домовленості, щодо відмови від конфронтації між собою. Після цього наприкінці 170 року до н. е. єгипетське військо було спрямовано до Келесірії, в його складі йшов особливий обоз з коштовностями, золотом і сріблом, за допомогою яких регенти юного царя планували підкуповувати залоги ворожих міст.
Ці плани дуже скоро стали відомі Антіоху IV, який також почав підготовку до війни. Останній відправив посольство до Риму, де звинуватив Єгипет у ворожості. Регенти в свою чергу спрямували посольство до римського сенату, де доводили, що Келесирія і Фінікія були захоплені сирійцями незаконно.

## Перебіг подій
На початку 169 року до н. е. єгиптяни, лише перетнувши кордони своєї держави, зазнали поразки у битві біля гори Кассій. Слідом за цим Антіох IV швидко зайняв підвладну єгиптянам Юдею та пограбував Єрусалим. Невдовзі було укладено перемир'я, яке порушив сирійський цар, що раптово захопив важливе місто Пелузій. Цар наказав своїм воякам не вбивати ворожих солдатів, а брати їх живими в полон. Цей розумний крок прискорив здачу птолемеївських солдатів і сприяв швидкому захопленню Навкратіса — ключового міста і фортеці, що контролювала гирло Нілу. Цей успіх став вирішальним у війні і подальше просування сирійського війська Єгиптом було майже безперешкодним.
Сирійці захопили Мемфіс, а потім підійшли до Олександрії. Птолемей VI спробував втекти на острів Самофракія, залишивши дружину-сестру Клеопатру II і брата Фіскона, але був захоплений в полон сирійським військом.
Звістка про полон царя викликало в Олександрії заколот, внаслідок якого владу захопив Птолемей Фіскон, якого оголосили Птолемеєм VIII. В свою чергу Антіох IV оголосив себе захисником Птолемея VI, підійшовши до Олександрії. Римський консул Квінт Марцій Філіп, занепокоєний успіхами сирійців, підтримав Родос виступити примирителем, проте без успіху. Не досягло результату й римське посольство. Втім не зумівши захопити єгипетську столицю, сирійський цар відвів основну частину своєї армії до Пелузія.
Ці успіхи Антіоха IV спонукали македонського царя Персея, який почав війну з Римом, відправити посольство на чолі з Телемнастом з метою переконати Селевкіда спільно виступити проти римлян. Втім Антіох VI відкинув цю пропозицію.
Коли в кінці 169 року до н. е. Антіох IV зі своєю армією пішов з Єгипту, він залишив країну розділеної: Птолемей VI Філометор панував в Мемфісі, а його брат Птолемей VIII Фіскон — в Олександрії. Але він залишив залогу в Пелузії, щоб тиснути на єгипетських царів. Взимку 169/168 року до н. е. селевкідська політика, спрямована на підтримку чвар в династії Птолемеїв, зазнала невдачі. Між Птолемеєм VIII і Птолемеєм VI відбулися переговори, в ході яких їх сестра-цариця Клеопатра II виступила посередником. За угодою царі стали співволодарями Єгипту. Водночас вони зробили спробу завербувати найманців в грецьких містах, щоб відновити військо, та звернулися до Ахейського союзу з проханням надіслати військову допомогу.
Навесні 168 року до н. е. Антіох IV знову рушив проти Єгипту, підпорядкувавши майже всю територію держави. Флот Селевкідів, завдавши поразки флоту Птолемеїв, захопив і розграбував Кіпр. В Мемфісі сирійський цар поставив свого намісника Клеона (Креона). Весь Єгипет опинився у владі Селевкіда, Птолемеї контролювали лише столицю. Сам Антіох IV взяв в облогу Олександрію. Ціною укладання миру сирійський цар вказав передачу йому Кіпру, Пелузія і землі навколо Пелузійського гирла Нілу.
В цей час Римська республіка, що успішно завершила війну проти Македонії, втрутилася в єгипетські події. Сенат не бажав посилення держави Селевкідів й водночас був зацікавлений в регулярних поставках зерна з Єгипту, тому він зажадав від Антіоха VI залишити Єгипет, погрожуючи в разі відмови війною. За повідомленням Полібія, римський посол Гай Попіллій Ленат висунув сирійському цареві сенатський ультиматум та намалював коло навколо нього, наказавши не виходити з нього до надання відповіді. Антіох IV прийняв ультиматум, відмовившись від усіх завойованих територій. До 30 липня 168 року до н. е. сирійські війська залишили Єгипет. Шоста Сирійська війна завершилася.

## Наслідки
В результаті Єгипет Птолемеїв зміг втримати Кіпр та Пелузій, захоплені сирійцями під час війни, проте не зміг відібрати Келесірію і Фінікію, визнавши під тиском римського сенату їх  приналежність Селевкідам. При цьому римляни фактично визнали зміну Апамейського мирного договору 188 року до н. е., за яким Селевкіди не мали права на флот та застосування бойових слонів. Тепер Антіох IV фактично отримав право на їх існування. Крім того, Сирія отримала величезну здобич, двічі пограбувавши Єгипет.
Водночас Єгипет опинився в економічній та військовій кризі, яка незабаром переросла в політичну, що остаточно його послабила. В результаті збільшилася залежність Птолемеїв від Римської республіки.
Рим, не беручи участь у війні, а лише використовуючи дипломатію, засновану на військовій могутності та загрозі її застосування, значно посилив вплив на Близькому Сході, ставши там визнаним арбітром.